# Hasse Billman
Hans (Hasse) Bertil Billman, född 8 januari 1917 i Stockholm, död 9 augusti 1999, var en svensk arkitekt.
Billman, som var son till avdelningschef Bertil Billman och Olga Danielson, avlade studentexamen 1936 och utexaminerades från Kungliga Tekniska högskolan 1942. Han anställdes vid  AB Mälardalens Tegelbruk i Stockholm 1948, AB Katalogtjänst 1958 och blev sekreterare vid Sveriges Standardiseringskommission (SIS) 1961.